# Brenner testvérek
A Brenner testvérek egy a 19–20. század fordulóján Budapesten és Szegeden működött fényképészet volt.

## Leírása

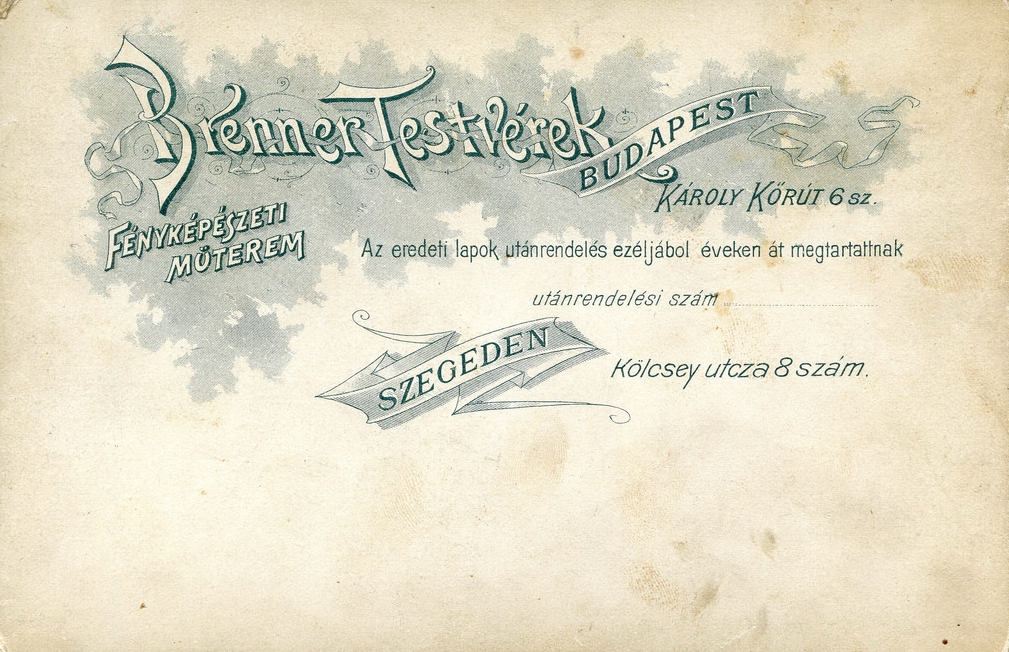
A szegedi fényirda megnyitása utáni fényképek hátoldala

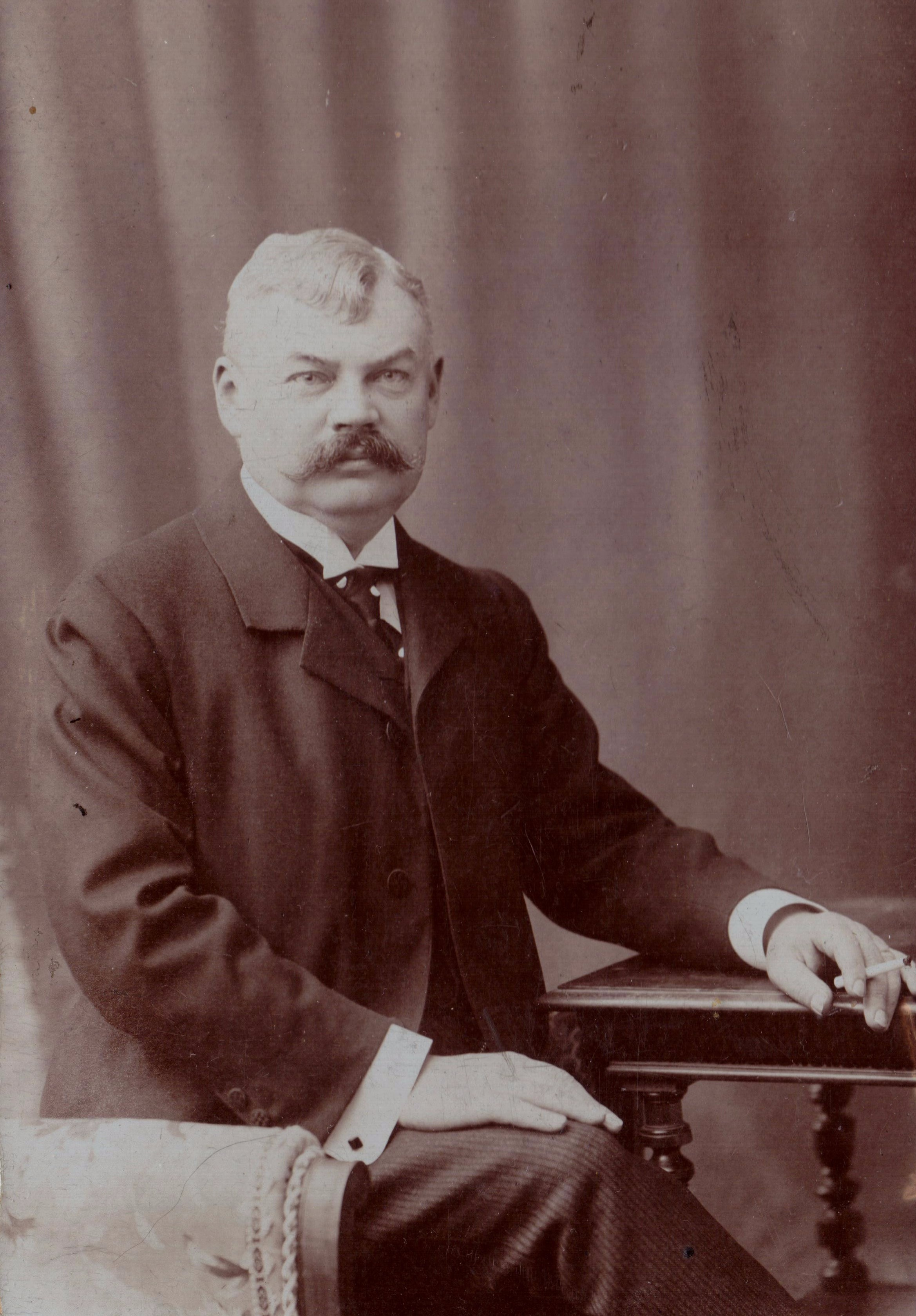
Dr. Jedlicska Béla szegedi közjegyző beiktatáskori portréja

A céget a Brenner Viktor Hugó (Nagyszeben, 1871) és Brenner Sarolta Regina (Segesvár, 1873) testvérpár alapította Budapest Belvárosában, a Károly krt. 6. alatt, majd 1898-ban Szegeden bérbe vették Keglovich Emil Kölcsey u. 8. alatt fekvő műtermét. 1908-ban a Jókai u. 3. alatt megnyitották „napfényirdájukat” (műterem), 1910-ben végképp megszüntették a Kölcsey utcai stúdiót. Szegeden két évtizeden át tevékenykedtek, számos értékes kordokumentumot is rögzítve.

### A tulajdonosok magánélete
1901-ben Sarolta hozzáment Lintner Ferenc korábbi fényképészsegédéhez, aki ezután a Széchenyi téri fényirdát működtette. Viktor 1904-ben feleségül vette Grasselli Saroltát.